# 山中散生

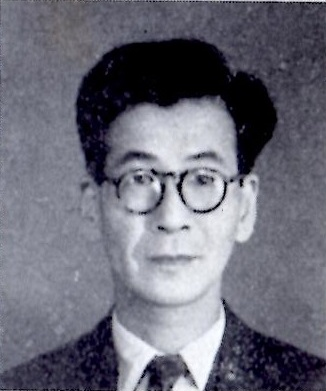
山中散生

山中 散生（やまなか ちるう、1905年5月7日 - 1977年9月11日）は、昭和期の日本の詩人・フランス文学者。本名・山中利行。

## 略歴
愛知県名古屋市に生まれる。1923年（大正12年）に名古屋高等商業学校に入学。在学中に当時名古屋で刊行されていた象徴派の詩誌『青騎士』に参加している。3年後に卒業するとNHK東海支部に就職する。1929年（昭和4年）、冨士原清一から雑誌『衣裳の太陽』を贈られたことを機にシュルレアリスムに傾倒。同年、雑誌『Ciné』を創刊。1933年（昭和8年）からフランスの詩人ポール・エリュアールとの文通が始まり、その交際はアンドレ・ブルトン、トリスタン・ツァラ、ジョルジュ・ユニエ、ルネ・シャール、マン・レイ、サルヴァドール・ダリ、ハンス・ベルメールらに広がっていき、彼らの作品を『詩と詩論』『文藝汎論』『マダム・ブランシュ』『Vou』『Cendre』などの雑誌に発表、紹介を始める。それと同時に美術誌『みずゑ』『アトリエ』ではシュルレアリスム派の画家たちを紹介する。
海外のシュルレアリストたちとの交流の成果としては、ポール・エリュアールとの交流を通じて実現した『HOMMAGE A PAUL ELUARD』（詩誌『Étoile de Mer（海盤車）』3巻14号〈山中散生による特別編輯〉、1934年7月）、ブルトン、エリュアールらと共同企画した『L'ÉCHANGE SURRÉALISTE』（山中散生編、1936年10月、ボン書店刊）などがあるほか、1937年6月にはブルトン、エリュアール、ユニエらを通じ、瀧口修造とともに企画した「海外超現実主義作品展」（主催：春鳥会）を東京で開催（7月までに京都・大阪・名古屋・福井を巡回）、若い画家たちを大いに触発する。「海外超現実主義作品展」は実物・写真複製など約370点を披露する日本初の本格的シュルレアリスム展覧会だった。
太平洋戦争後は『詩学』『現代詩』などの雑誌に詩を発表する。
1938年、フランスで『シュルレアリスム簡約辞典』に瀧口修造、瀧口綾子、下郷羊雄、大塚耕二、岡本太郎らと共に掲載された。

## 作風
初期の作品は七五調のもあるが、その発想と諧謔は奇抜で独特この上ない。瀧口修造とともに戦前期日本におけるシュルレアリスム運動の中心人物であり、フランスのシュルレアリストたちとの連絡役を務めるなど運動のオルガナイザーであった。

## 著書
- 『山中散生詩集　火串戯』1935年　名著刊行会 稀覯詩集複刻叢書　1970
- 『黄昏の人 詩集』国文社 ピポー叢書 1956
- 『砂の楽器 詩集』国文社 1967
- 『シュルレアリスム資料と回想』美術出版社 1971
- 『ダダ論考』国文社 1975
- 『列車詩集』プレス・ビブリオマーヌ 1980
- 『山中散生・1930年代のオルガナイザー』黒沢義輝編 本の友社 コレクション・日本シュールレアリスム 1999
- 『山中散生全詩集』黒沢義輝編 沖積舎 2010

### 翻訳
- マルセル・プルウスト『ボオドレエル論』列冊新文学研究 金星堂、1932
- 『ラデイゲ遺墨』春秋書房 1933
- ルイ・アラゴン『放縦』ボン書店 1934
- 『L’echange surrealiste』編 ボン書店 1936
- アンドレ・ブルトン,ポオル・エリュアァル『童貞女受胎』ボン書店 1936
- ポオル・エリュアァル『或一生の内幕或は人間の尖塔』春鳥会　1937　（装画・サルヴァドオル・ダリ）
- 『コレクション《オパール》 第4輯-第18輯』編・訳 プレス・ビブリオマーヌ 1964-65
- アンドレ・ブルトン編著『黒いユーモア選集』窪田般弥,小海永二共編　国文社 1968－69　のち河出文庫
- アルチュール・ランボー著 ヴァランチーヌ・ユーゴー画『七歳の詩人たち 詩画集』プレス・ビブリオマーヌ 1981

## 関連文献
- 黒沢義輝『山中散生書誌年譜』丹精社 2005